# Панаев, Гурий Аркадьевич
Гурий Аркадьевич Панаев (1880 — 1914) — штабс-ротмистр 12-го гусарского Ахтырского полка, герой Первой мировой войны.

## Биография
Из потомственных дворян Казанской губернии. Второй сын полковника Аркадия Александровича Панаева (1821—1889) и жены его Веры Николаевны Одинцовой (ум. 1923). Братья Борис и Лев — также офицеры-ахтырцы, георгиевские кавалеры.
В 1899 году окончил Елисаветградское кавалерийское юнкерское училище, откуда выпущен был эстандарт-юнкером в 36-й драгунский Ахтырский полк. Произведен в корнеты 27 мая 1901 года, в поручики — 1 сентября 1904 года, в штабс-ротмистры — 1 сентября 1907 года. В 1909—1914 годах был начальником полковой учебной команды. 
В Первую мировую войну вступил в рядах ахтырских гусар. Удостоен ордена Св. Георгия 4-й степени
За то, что 27 августа 1914 года вызвался охотником доставить чрезвычайной важности приказ, с тремя гусарами прорвался сквозь расположение противника и доставил означенный приказ, причем два гусара были ранены и убито две лошади.
Убит 29 августа 1914 года. Был похоронен в Павловске на городском кладбище (надгробие не сохранилось).
В 1916 году мать братьев Панаевых была награждена знаком отличия Св. Ольги 2-й степени. Младший из братьев Платон (1884—1918) был старшим лейтенантом флота и погиб в 1918 году.

## Награды
- Орден Святого Станислава 3-й ст. (ВП 13.05.1907)
- Орден Святой Анны 3-й ст. (ВП 31.03.1911)
- Орден Святого Станислава 2-й ст. с мечами (ВП 5.12.1914)
- Орден Святого Георгия 4-й ст. (ВП 13.01.1915)